# 107638 Wendyfreedman
107638 Wendyfreedman è un asteroide della fascia principale. Scoperto nel 2001, presenta un'orbita caratterizzata da un semiasse maggiore pari a 2,5758141 au e da un'eccentricità di 0,1468026, inclinata di 8,59337° rispetto all'eclittica.
L'asteroide è dedicato all'astronoma canadese Wendy Freedman.